# Tan Boon Heong
Tan Boon Heong (Alor Setar, 18 de septiembre de 1987) es un deportista malasio que compitió en bádminton, en la modalidad de dobles. Ganó dos medallas en el Campeonato Mundial de Bádminton, bronce en 2009 y plata en 2010.

## Palmarés internacional
| Campeonato Mundial | Campeonato Mundial | Campeonato Mundial | Campeonato Mundial |
| Año                | Lugar              | Medalla            | Prueba             |
| ------------------ | ------------------ | ------------------ | ------------------ |
| 2009               | Hyderabad (India)  | Medalla de bronce  | Dobles             |
| 2010               | París (Francia)    | Medalla de plata   | Dobles             |